# Symfonie nr. 4 (Creston)
Paul Creston voltooide zijn Symfonie nr. 4 opus 52 in 1951.
Creston leverde uiteindelijk zes symfonieën en deze vierde is de lichtste qua opzet en muziek. Zijn symfonie handelde over de geboorte, het leven, de door en de wederopstanding van Jezus van Nazareth, de vijfde kwam tot stand onder de filosofische stroming het existentialisme tot stand. Zijn meest populaire symfonie is zijn tweede. Creston kreeg een opdracht voor dit werk van de weduwe van een muziekliefhebber uit Philadelphia (Pennsylvania), Joseph D. Malkin. De eerste uitvoering vond plaats in Washington (D.C.) door het National Symphony Orchestra onder leiding van Howard Mitchell op 30 januari 1952.
Deze vierde symfonie is geschreven in de traditionele vierdelige opzet, met eigenlijk twee vrolijker klinkende middengedeelten:
1. Maestoso – Allegro
2. Andante pastorale
3. Allegretto giocoso
4. Vivace santellante.

Een klein scherzo zit in deel twee, waarbij de blaasinstrumenten het opnemen tegen de strijkinstrumenten, nadat het hoofdthema al in het allegro van deel 1 is neergezet. Sommige recensenten vonden dat het eigenlijke scherzo (deel 3), het beste scherzo dat een Amerikaanse componist had geschreven. Deel 4 is de finale; ook dit deel is behoorlijk vrolijk, santellante staat voor springerig.

## Orkestratie
Deze traditioneel klinkende symfonie heeft een traditionele instrumentatie:
- 2 dwarsfluiten waarvan ook 1 piccolo, 2 hobo’s, 2 klarinetten, 2 fagotten;
- 4 hoorns, 2 trompetten, 3 trombones, 1 tuba
- 1 stel pauken
- violen, altviolen, celli, contrabassen.

## Discografie
- Uitgave Albany Records: Albany Symphony Orchestra o.l.v. David Alan Miller